# Cravache d'or
La cravache d'or est une distinction qui récompense le jockey ayant obtenu le plus grand nombre de victoires en une année en France. Les disciplines du plat et de l'obstacle font l'objet d'un classement séparé.
À partir de la saison 2022, pour le plat, la cravache d’or ne concerne plus l’ensemble de l’année civile, mais la période du 1er mars au 31 octobre.

## Records

### Cravache d'or plat
1. Yves Saint-Martin - 15 victoires
2. Christophe Soumillon - 10 victoires
3. Freddy Head - 6 victoires
4. Cash Asmussen - 5 victoires

Avec 15 Cravaches d’Or à son actif et 3314 victoires en courses dans sa carrière, Yves Saint-Martin est une figure légendaire du galop et l’un des plus grands champions français. Vainqueur à quatre reprises du Prix de l'Arc de Triomphe, l’une des plus grandes courses de galop au monde (1970, 1974, 1982, 1984), et victorieux de 125 courses de Groupe 1 (le plus haut niveau de courses), Yves Saint-Martin s’est construit un palmarès qui demeure inégalé.
En 2016, Pierre-Charles Boudot remporte le titre en atteignant la barre des 300 victoires (sur 1530 partants), battant le record de France de Christophe Soumillon (228 succès en 2013) et le record d'Europe détenu par l'Allemand Peter Schiergen (271 victoires en 1995). Mais dès l'année suivante, Christophe Soumillon reprend son bien en portant le record à 306 victoire

### Cravache d'or féminine
1. Micheline Leurson – 12 victoires
2. Delphine Santiago – 10 victoires
3. Nathalie Dessoutter & Marie Vélon – 5 victoires

Malgré un environnement de travail très masculin et même hostile envers les femmes, celles-ci ont tout de même réussi à briller. Micheline Leurson fut la pionnière, en devenant en 1961 la première femme jockey à remporter une course en France. Parmi les autres jockey célèbres, on peut citer Delphine Santiago, Maryline Eon, première femme à disputer le célèbre prix de Diane, Mickaëlle Michel, Jessica Marcialis (première femme à remporter un groupe 1, dans le Prix Marcel Boussac en 2020), Coralie Pacaut qui à décroché la cravache d'or un an seulement après avoir perdu son statut d'apprentie ou encore Marie Vélon, première femme à faire partie du top 10 mixte des jockeys.

### Cravache d'or obstacles
1. Christophe Pieux – 15 victoires

## Cérémonie des Cravaches d'Or
Initié en 1958, cet événement annuel récompense les meilleurs professionnels du galop en France, qu’ils soient jockeys, propriétaires, entraîneurs ou éleveurs.
En 2012, pour la première fois de son histoire, la cérémonie s’enrichit de trois nouveaux Prix : la Cravache Internationale attribuée à un professionnel étranger, la Cravache d’Honneur couronnant la personnalité ayant fait l’actualité en 2012 et la Cravache Coup de Cœur décernée à l’issue d’un vote du public sur le site internet officiel.
Au cours de la soirée, d’autres récompenses seront également remises comme les Cravaches d’Argent et de Bronze, le Prix de la Femme Jockey, les Chevaux d’Or et l’Etrier d’Or pour le meilleur apprenti.

## Palmarès

### Cravache d'Or en plat
| Année | Vainqueur                                  | Victoires | Deuxième                               | Victoires | Troisième                               | Victoires |
| ----- | ------------------------------------------ | --------- | -------------------------------------- | --------- | --------------------------------------- | --------- |
| 2024  | Maxime Guyon                               | 192       | Mickaël Barzalona                      | 189       | Alexis Pouchin                          | 123       |
| 2023  | Maxime Guyon                               | 196       | Mickaël Barzalona                      | 178       | Cristian Demuro                         | 114       |
| 2022  | Maxime Guyon                               | 191       | Mickaël Barzalona                      | 169       | Christophe Soumillon                    | 135       |
| 2021  | Mickaël Barzalona                          | 192       | Maxime Guyon                           | 181       | Théo Bachelot                           | 161       |
| 2020  | Pierre-Charles Boudot                      | 219       | Maxime Guyon                           | 135       | Cristian Demuro                         | 120       |
| 2019  | Maxime Guyon                               | 234       | Pierre-Charles Boudot                  | 201       | Mickaël Barzalona                       | 143       |
| 2018  | Christophe Soumillon                       | 184       | Pierre-Charles Boudot                  | 173       | Maxime Guyon                            | 142       |
| 2017  | Christophe Soumillon                       | 306       | Pierre-Charles Boudot                  | 209       | Maxime Guyon                            | 180       |
| 2016  | Pierre-Charles Boudot                      | 300       | Maxime Guyon                           | 156       | Christophe Soumillon                    | 151       |
| 2015  | Christophe Soumillon Pierre-Charles Boudot | 179       | -                                      |           | Maxime Guyon                            | 142       |
| 2014  | Christophe Soumillon                       | 168       | Maxime Guyon                           | 152       | Pierre-Charles Boudot Stéphane Pasquier | 115       |
| 2013  | Christophe Soumillon                       | 228       | Maxime Guyon                           | 198       | Pierre-Charles Boudot                   | 122       |
| 2012  | Christophe Soumillon                       | 165       | Maxime Guyon                           | 157       | Ioritz Mendizabal                       | 135       |
| 2011  | Christophe Soumillon                       | 162       | Maxime Guyon                           | 156       | Ioritz Mendizabal                       | 116       |
| 2010  | Ioritz Mendizabal                          | 170       | Maxime Guyon                           | 130       | Franck Blondel                          | 121       |
| 2009  | Ioritz Mendizabal                          | 180       | Stéphane Pasquier                      | 128       | Maxime Guyon                            | 113       |
| 2008  | Ioritz Mendizabal                          | 202       | Christophe Soumillon                   | 174       | Stéphane Pasquier                       | 150       |
| 2007  | Stéphane Pasquier                          | 185       | Ioritz Mendizabal                      | 172       | Christophe Soumillon                    | 146       |
| 2006  | Christophe Soumillon                       | 176       | Ioritz Mendizabal                      | 161       | Dominique Bœuf                          | 121       |
| 2005  | Christophe Soumillon                       | 226       | Stéphane Pasquier                      | 141       | Ioritz Mendizabal                       | 138       |
| 2004  | Ioritz Mendizabal                          | 220       | Christophe Soumillon                   | 165       | Olivier Peslier                         | 123       |
| 2003  | Christophe Soumillon                       | 207       | Ioritz Mendizabal                      | 165       | Dominique Bœuf                          | 149       |
| 2002  | Dominique Bœuf                             | 151       | Christophe Soumillon Ioritz Mendizabal | 99        | -                                       |           |
| 2001  | Dominique Bœuf                             | 149       | Olivier Peslier                        | 148       | Davy Bonilla                            | 109       |
| 2000  | Olivier Peslier                            | 162       | Thierry Jarnet                         | 110       | Davy Bonilla                            | 92        |
| 1999  | Olivier Peslier                            | 147       | Dominique Bœuf                         | 114       | Gérald Mossé Sylvain Guillot            | 95        |
| 1998  | Dominique Bœuf                             | 175       | Jean-René Dubosc                       | 149       | Olivier Peslier                         | 142       |
| 1997  | Olivier Peslier                            | 157       | Dominique Bœuf                         | 128       | Thierry Jarnet                          | 120       |
| 1996  | Olivier Peslier                            | 163       | Thierry Jarnet                         | 138       | Gérald Mossé                            | 105       |
| 1995  | Thierry Jarnet                             | 154       | Olivier Peslier                        | 151       | Gérald Mossé                            | 95        |
| 1994  | Thierry Jarnet                             | 158       | Olivier Peslier                        | 116       | Gérald Mossé                            | 102       |
| 1993  | Thierry Jarnet                             | 157       | Cash Asmussen                          |           | Olivier Peslier                         |           |
| 1992  | Thierry Jarnet                             | 124       |                                        |           |                                         |           |
| 1991  | Dominique Bœuf                             | 175       |                                        |           |                                         |           |
| 1990  | Cash Asmussen                              | 140       |                                        |           |                                         |           |
| 1989  | Cash Asmussen                              | 147       |                                        |           |                                         |           |
| 1988  | Cash Asmussen                              | 200       |                                        |           |                                         |           |
| 1987  | Gary-William Moore                         | 102       |                                        |           |                                         |           |
| 1986  | Cash Asmussen                              | 119       |                                        |           |                                         |           |
| 1985  | Cash Asmussen                              | 148       |                                        |           |                                         |           |
| 1984  | Freddy Head                                | 134       |                                        |           |                                         |           |
| 1983  | Yves Saint-Martin                          | 125       |                                        |           |                                         |           |
| 1982  | Freddy Head                                | 137       |                                        |           |                                         |           |
| 1981  | Yves Saint-Martin                          | 125       |                                        |           |                                         |           |
| 1980  | Freddy Head                                | 122       |                                        |           |                                         |           |
| 1979  | Philippe Paquet                            | 116       |                                        |           |                                         |           |
| 1978  | Alfred Gibert                              | 116       |                                        |           |                                         |           |
| 1977  | Philippe Paquet                            | 108       |                                        |           |                                         |           |
| 1976  | Yves Saint-Martin                          | 109       |                                        |           |                                         |           |
| 1975  | Yves Saint-Martin                          | 125       |                                        |           |                                         |           |
| 1974  | Yves Saint-Martin                          | 121       |                                        |           |                                         |           |
| 1973  | Yves Saint-Martin                          | 113       |                                        |           |                                         |           |
| 1972  | Freddy Head                                | 103       |                                        |           |                                         |           |
| 1971  | Freddy Head                                | 132       |                                        |           |                                         |           |
| 1970  | Freddy Head                                | 117       |                                        |           |                                         |           |
| 1969  | Yves Saint-Martin                          | 120       |                                        |           |                                         |           |
| 1968  | Yves Saint-Martin                          | 138       |                                        |           |                                         |           |
| 1967  | Yves Saint-Martin                          | 155       |                                        |           |                                         |           |
| 1966  | Yves Saint-Martin                          | 170       |                                        |           |                                         |           |
| 1965  | Yves Saint-Martin                          | 142       |                                        |           |                                         |           |
| 1964  | Yves Saint-Martin                          | 184       |                                        |           |                                         |           |
| 1963  | Yves Saint-Martin                          | 172       |                                        |           |                                         |           |
| 1962  | Yves Saint-Martin                          | 106       |                                        |           |                                         |           |
| 1961  | Maxime Garcia                              | 143       |                                        |           |                                         |           |
| 1960  | Yves Saint-Martin                          | 110       |                                        |           |                                         |           |
| 1959  | Jean Deforge                               | 129       |                                        |           |                                         |           |
| 1958  | Jean Deforge                               | 130       |                                        |           |                                         |           |

### Cravache d'or féminine
| Année | Vainqueur                            | Victoires | Deuxième                         | Victoires | Troisième                             | Victoires |
| ----- | ------------------------------------ | --------- | -------------------------------- | --------- | ------------------------------------- | --------- |
| 2024  | Marie Vélon                          | 67        | Maryline Eon                     | 52        | Coralie Pacaut                        | 44        |
| 2023  | Marie Vélon                          | 72        | Delphine Santiago                | 66        | Maryline Eon                          | 34        |
| 2022  | Marie Vélon                          | 67        | Delphine Santiago                | 59        | Maryline Eon                          | 39        |
| 2021  | Marie Vélon                          | 77        | Maryline Eon                     | 49        | Coralie Pacaut                        | 43        |
| 2020  | Marie Vélon                          | 84        | Ambre Molins                     | 51        | Axelle Nicco                          | 47        |
| 2019  | Coralie Pacaut                       | 71        | Maryline Eon                     | 53        | Delphine Santiago                     | 50        |
| 2018  | Mickaëlle Michel                     | 72        | Coralie Pacaut                   | 67        | Maryline Eon                          | 61        |
| 2017  | Delphine Santiago                    | 59        | Maryline Eon                     | 43        | Adeline Mérou                         | 34        |
| 2016  | Maryline Eon                         | 24        | Luana Dupelin-Lalung             | 21        | Delphine Santiago                     | 19        |
| 2015  | Pauline Dominois                     | 24        | Delphine Santiago                | 18        | Luana Dupelin-Lalung                  | 16        |
| 2014  | Lily Le Pemp                         | 26        | Maryline Eon                     | 25        | Sarah Callac                          | 20        |
| 2013  | Delphine Santiago Amélie Foulon      | 28        | -                                |           | Pamela Boehm                          | 19        |
| 2012  | Manon Scandella-Lacaille             | 28        | Luana Dupelin-Lalung             | 23        | Amélie Foulon                         | 22        |
| 2011  | Luana Dupelin-Lalung                 | 23        | Delphine Santiago                | 17        | Nathalie Desoutter Pauline Prod'homme | 13        |
| 2010  | Delphine Santiago                    | 17        | Pauline Prod'homme Céline Launay | 8         | -                                     |           |
| 2009  | Nathalie Desoutter                   | 22        | Celine Herisson de Beauvoir      | 15        | Brigitte Renk                         | 14        |
| 2008  | Celine Herisson de Beauvoir          | 25        | Nathalie Desoutter               | 18        | Delphine Santiago                     | 14        |
| 2007  | Nathalie Desoutter                   | 24        | Celine Herisson De Beauvoir      | 19        | Delphine Santiago                     | 16        |
| 2006  | Celine Herisson de Beauvoir          | 20        | Brigitte Renk                    | 17        | Nathalie Desoutter                    | 13        |
| 2005  | Nathalie Desoutter                   | 21        | Delphine Santiago                | 12        | Fanny Fernandez                       | 12        |
| 2004  | Nathalie Desoutter                   | 18        | Brigitte Renk                    | 17        | Fanny Fernandez                       | 12        |
| 2003  | Nathalie Desoutter                   | 20        | Lucie Verger                     | 12        | Fanny Fernandez                       | 8         |
| 2002  | Delphine Santiago                    | 27        | Nathalie Desoutter               | 11        | Fanny Fernandez                       | 10        |
| 2001  | Delphine Santiago                    | 17        | Stephanie Lasnier                | 9         | Chrystelle Cardenne                   | 7         |
| 2000  | Delphine Santiago                    | 21        | Brigitte Renk                    | 6         | Nathalie Desoutter                    | 6         |
| 1999  | Delphine Santiago                    | 27        | Brigitte Renk                    | 9         | Chrystelle Cardenne                   | 6         |
| 1998  | Delphine Santiago                    | 17        | Stephanie Lasnier                | 5         | Brigitte Renk                         | 5         |
| 1997  | Delphine Santiago                    | 12        | Brigitte Renk                    | 9         | Anne-Sophie Madelaine                 | 4         |
| 1996  | Delphine Santiago                    | 7         | Chrystelle Cardenne              | 2         | Valerie Salles                        | 2         |
| 1995  | Anne-Sophie Madelaine Valerie Salles | 7         |                                  |           | Delphine Santiago                     | 2         |

### Cravache d'or obstacles
| Année | Vainqueur                         | Victoires | Deuxième           | Victoires | Troisième             | Victoires |
| ----- | --------------------------------- | --------- | ------------------ | --------- | --------------------- | --------- |
| 2024  | Clément Lefebvre                  | 90        | Lucas Zuliani      | 81        | James Reveley         | 73        |
| 2023  | Félix De Giles                    | 92        | James Reveley      | 67        | Kilian Dubourg        | 65        |
| 2022  | James Reveley                     | 95        | Clément Lefebvre   | 82        | Kilian Dubourg        | 74        |
| 2021  | James Reveley                     | 102       | Clément Lefebvre   | 78        | Angelo Zuliani        | 63        |
| 2020  | Angelo Zuliani                    | 90        | Clément Lefebvre   | 83        | James Reveley         | 51        |
| 2019  | Bertrand Lestrade                 | 72        | Clément Lefebvre   | 64        | Gaëtan Masure         | 60        |
| 2018  | Bertrand Lestrade                 | 108       | Thomas Gueguen     | 64        | Kevin Nabet           | 61        |
| 2017  | Bertrand Lestrade                 | 92        | Kevin Nabet        | 61        | Jonathan Plouganou    | 53        |
| 2016  | James Reveley                     | 84        | David Cottin       | 62        | Bertrand Lestrade     | 59        |
| 2015  | Bertrand Lestrade                 | 95        | David Cottin       | 92        | Kevin Nabet           | 69        |
| 2014  | Vincent Cheminaud                 | 90        | Jacques Ricou      | 69        | Jonathan Plouganou    | 68        |
| 2013  | Jonathan Plouganou                | 110       | David Cottin       | 104       | Bertrand Lestrade     | 98        |
| 2012  | David Cottin                      | 83        | Jacques Ricou      | 78        | Bertrand Lestrade     | 69        |
| 2011  | Jacques Ricou                     | 106       | Jonathan Plouganou | 82        | Bertrand Lestrade     | 75        |
| 2010  | David Cottin                      | 108       | Jacques Ricou      | 66        | Jonathan Plouganou    | 57        |
| 2009  | David Cottin                      | 87        | David Berra        | 74        | Cyrille Gombeau       | 56        |
| 2008  | Jacques Ricou                     | 61        | David Cottin       | 56        | Lenie Suzineau        | 50        |
| 2007  | Jacques Ricou                     | 129       | Christophe Pieux   | 96        | Benoît Gicquel        | 51        |
| 2006  | Jacques Ricou                     | 133       | Christophe Pieux   | 110       | Benoît Gicquel        | 70        |
| 2005  | Jacques Ricou                     | 130       | Christophe Pieux   | 120       | Fabrice Barrao        | 52        |
| 2004  | Christophe Pieux                  | 106       | Jacques Ricou      | 82        | Fabrice Barrao        | 77        |
| 2003  | Christophe Pieux                  | 94        | Fabrice Barrao     | 83        | Jacques Ricou         | 82        |
| 2002  | Christophe Pieux                  | 110       | Fabrice Barrao     | 74        | Jacques Ricou         | 62        |
| 2001  | Christophe Pieux                  | 119       | Benoît Gicquel     | 63        | Jacques Ricou         | 54        |
| 2000  | Christophe Pieux                  | 99        | Benoît Gicquel     | 69        | Jacques Ricou         | 40        |
| 1999  | Christophe Pieux Philippe Sourzac | 70        | -                  |           | Thierry Majorcryk     | 50        |
| 1998  | Christophe Pieux                  | 79        | Denis Desoutter    | 53        | Philippe Sourzac      | 42        |
| 1997  | Christophe Pieux                  | 76        | Philippe Sourzac   | 48        | Benoît Gicquel        | 40        |
| 1996  | Christophe Pieux                  | 84        | Philippe Sourzac   | 56        | Denis Desoutter       | 35        |
| 1995  | Christophe Pieux                  | 69        | Philippe Sourzac   | 46        | Anne-Sophie Madelaine | 43        |
| 1994  | Christophe Pieux                  | 74        | Didier Mescam      | 62        | Philippe Sourzac      | 53        |
| 1993  | Christophe Pieux                  | 74        | Philippe Sourzac   |           | Loïc Manceau          |           |